# George Cary Comstock
George Cary Comstock (Madison, 12 febbraio 1855 – Madison, 11 maggio 1934) è stato un astronomo statunitense.
Si laureò (Bachelor of Philosophy) nel 1877 presso l’Università del Michigan dopo aver svolto studi di matematica e astronomia. Lavorò per un paio di anni pressi enti governativi prima di impiegarsi presso l’Osservatorio astronomico Washburn dell'Università del Wisconsin-Madison come assistente al direttore nel 1879. Mentre svolgeva questo compito studiò Legge presso la Wisconsin Law School laureandosi nel 1883 ma non esercitò mai la professione di legale. Fu nominato professore presso l’Università statale dell’Ohio nel 1887 dove insegnò matematica e astronomia e divenne anche direttore dell’Osservatorio Washburn. Contribuì alla costituzione della American Astronomical Society nel 1897 divenendone dapprima segretario e, successivamente, vice presidente e presidente dal 1925. Fece parte dal 1899 della Accademia nazione delle scienze degli Stati Uniti d'America, quindi, dal 1904, gli fu assegnata la carica di Presidente (First Chair) della Scuola di Specializzazione post laurea (graduate school) dell’Università del Wisconsin-Madison di cui ne divenne Preside (Dean) fino al 1920 per ritirarsi in pensione nel 1922 con il titolo di Professore Emerito di Astronomia.

## Contributi scientifici
I suoi contributi all'astronomia sono legati ad aspetti pratici e teorici. Ricavò una formula per la costante di aberrazione. Studiò gli effetti della rifrazione atmosferica nelle osservazioni astronomiche, tema a lui caro tanto che all'atto del suo ritiro dalla presidenza della American Astronomical Society tenne una prolusione dal titolo The atmospheric refraction proprio su tale tematica. Svolse numerose osservazioni su comete, pianeti minori, sul pianeta Marte ed altri oggetti astronomici. Particolare rilevanza durante tutta la sua carriera fu data all'osservazione delle stelle binarie. Scrisse alcuni manuali che furono di riferimento per gli studenti dei corsi di astronomia e di ingegneria.

## Onorificenze
A George Cary Comstock la UAI ha intitolato il cratere lunare Comstock.

## Pubblicazioni
Durante la sua carriera pubblicò numerosi testi e articoli scientifici tra cui:
- Note on the determination of the constant of aberration. Astronomical Journal, n. 7, pp. 157-159 - 1888
- Results of an investigation of the aberration and atmospheric refraction of light made with a modified form of the Loewy prism apparatus. - Astronomy and Astrophysics, n. 13, 329-341 - 1894
- A simple but accurate expression for the atmospheric  refraction. AstronomischeNachrichten, n. 139, pp. 135-138 - 1896
- A text-book of astronomy. NewYork: D. Appleton and Co.Pp.viii-f-391 – 1901
- A text-book of field astronomy for engineers. NewYork: John Wiley and Sons. Pp. 202 - 1903